# Ogrody Królewskie na Wawelu
Ogrody Królewskie – trasa turystyczna na Wawelu otwarta w 2005 roku. Prace archeologiczne na tym terenie rozpoczęły się w latach 90. XX wieku.
Archeolodzy z dokumentów i zachowanych inwentarzy zamkowych wiedzieli, że między wschodnim skrzydłem zamku a murem obronnym istniały od XVI wieku ogrody królewskie. Tworzenie ich zaczęło się prawdopodobnie po pożarze wschodniego skrzydła zamku w 1536 roku. Ogród stanowiły krzyżujące się chodniki z cegieł starannie ułożonych na zaprawie, a powstałe pomiędzy nimi kwatery wypełniane były czarną ziemią. W specjalnych dębowych skrzyniach hodowano lecznicze zioła i przyprawy. Poniżej ogrodu królowej Bony znajdował się ogród jej męża króla Zygmunta I Starego, który miał charakter wypoczynkowy. Znajdowała się na jego terenie altana zwana „Rajem”, a rachunki zamkowe wspominają o istnieniu winnicy i ptaszarni. W ogrodzie króla, w pobliżu gotyckiego muru obronnego odkryli archeolodzy świetnie zachowany kilkumetrowej długości odcinek „drogi królewskiej” ułożonej z cegły prowadzącej niegdyś do królewskiej łaźni. To dziś najstarsza ceglana renesansowa droga w Polsce.
Ogrody królewskie, chociaż za czasów Wazów zaniedbywane, przetrwały na Wawelu dwa stulecia. Podczas potopu szwedzkiego zniszczono królewską łaźnię. Dalsze zniszczenia spowodowała przebudowa fortyfikacji w XVIII wieku. Ostatecznie jednak zdewastowane zostały podczas zaborów w XIX wieku przez Austriaków, mających na Wawelu swoje koszary wojskowe. Pierwsze plany rekonstrukcji ogrodów na Wawelu pojawiły się w okresie międzywojennym. W czasie II wojny światowej generał-gubernator Hans Frank na ich terenie posiadał korty tenisowe.
Podczas II wojny wybudowano w tym rejonie basen przeciwpożarowy, czasem uważany błędnie za osobisty basen Hansa Franka.
Obecnie prowadzone prace i udostępniona dla turystów ekspozycja ma na celu jak najwierniejsze odtworzenie wyglądu ogrodów z czasu ich powstania, czyli z okresu renesansu. Korzystając z przekazów historycznych i na podstawie prac archeologicznych udało się bardzo wiernie odtworzyć wygląd ogrodów na dwóch tarasach. Na trzecim, dolnym tarasie nadal prowadzone są jeszcze badania archeologiczne. W dębowych skrzyniach jak dawniej pojawiły się zioła i przyprawy. W niewielkich kwaterach utworzonych przez układ ceglanych chodników posadzono rośliny sięgające swoim rodowodem XVI wieku i pojawiające się w historycznych wawelskich przekazach. Przy zrekonstruowanej pergoli posadzono winorośl oraz starą sprowadzaną do Polski od około 1600 roku odmianę róży francuskiej, której odtworzenia podjęła się jedyna w Polsce szkółka ratująca historyczne odmiany roślin mieszcząca się w Inowrocławiu. W okazałych ceramicznych donicach posadzono oleandry, fuksje i kasje. Wszystko to tworzy unikatowy przykład niewielkiego przyprawowo-wypoczynkowego renesansowego ogrodu królewskiego. Dyrekcja i opiekunowie ogrodu obiecują, że roślinność ogrodu sukcesywnie będzie uzupełniana o kolejne gatunki historycznych odmian roślin uprawianych w XV i XVI wieku.

## Galeria

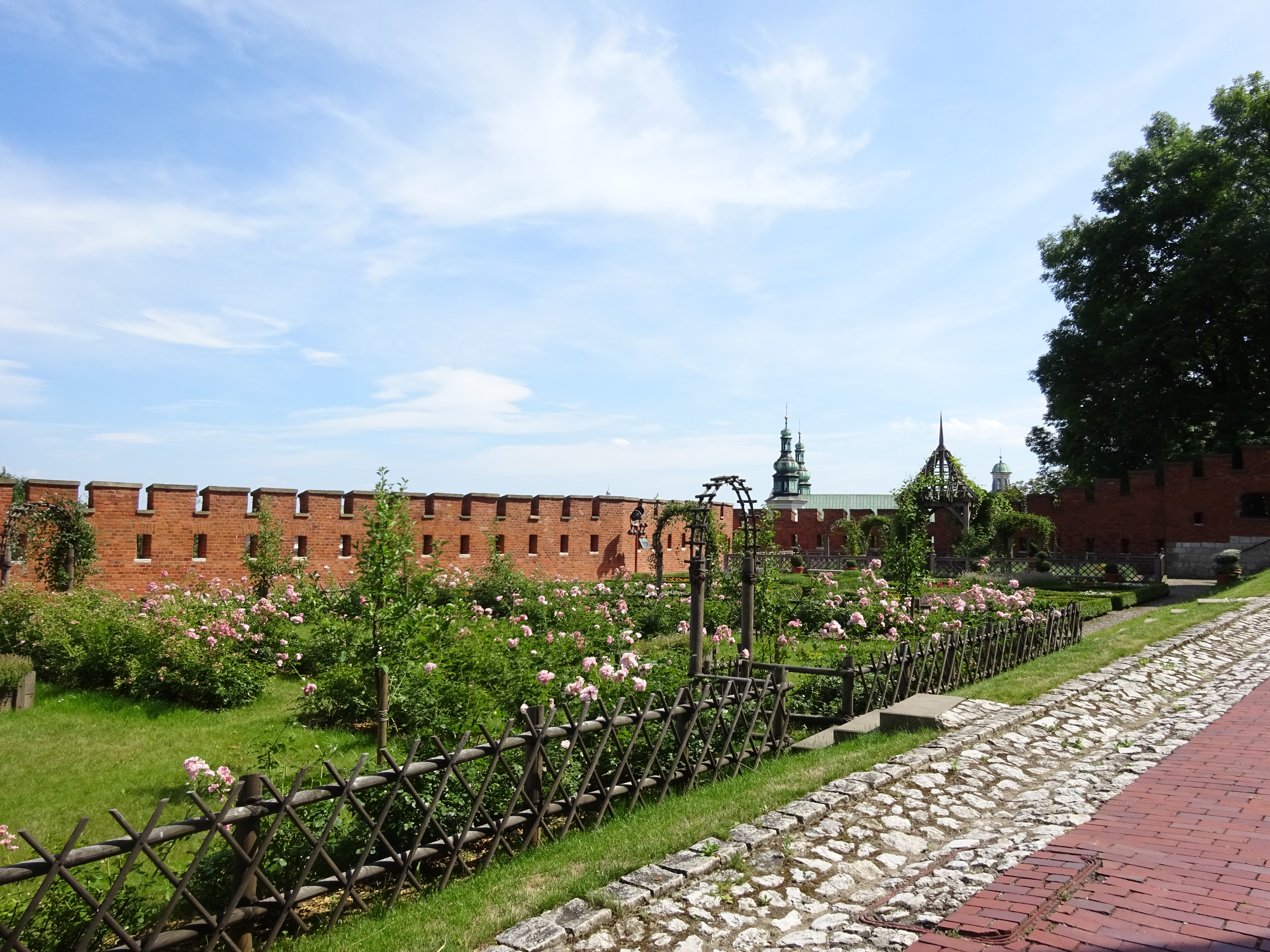
Taras dolny Ogrodów Królewskich, widok w kierunku południowym
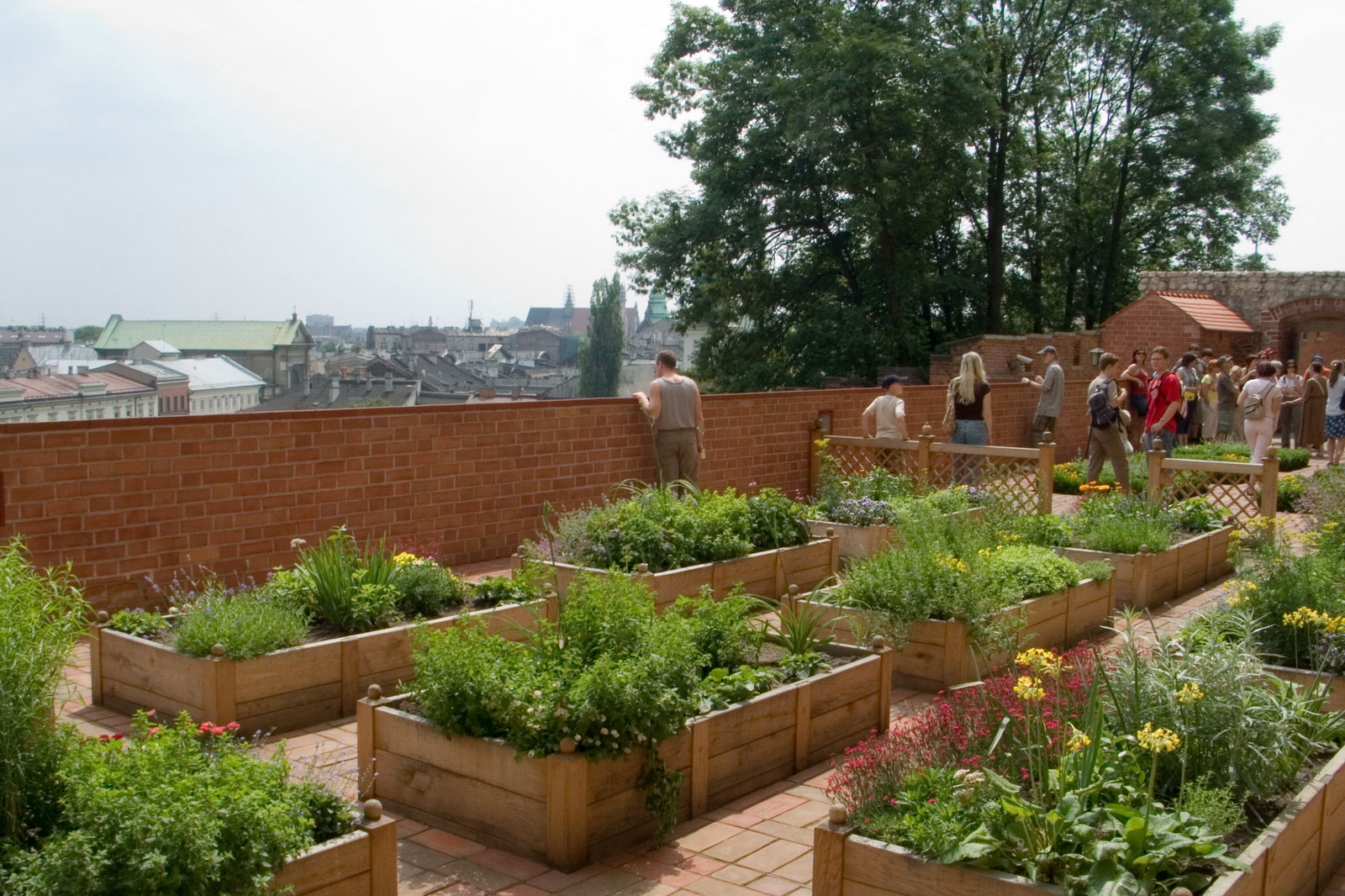
Ogrody królewskie (część górna) 2006
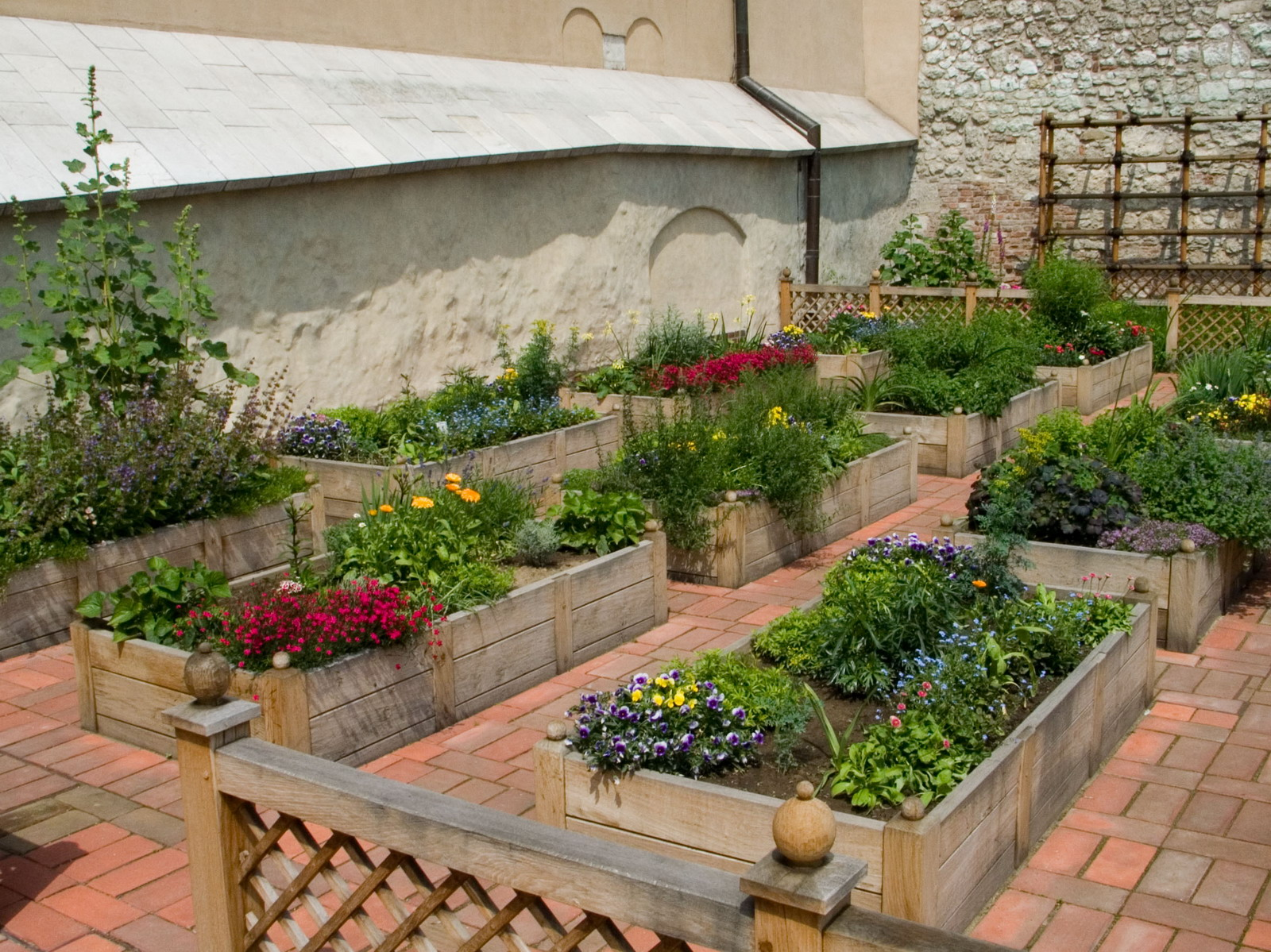
Ogrody królewskie (część górna)
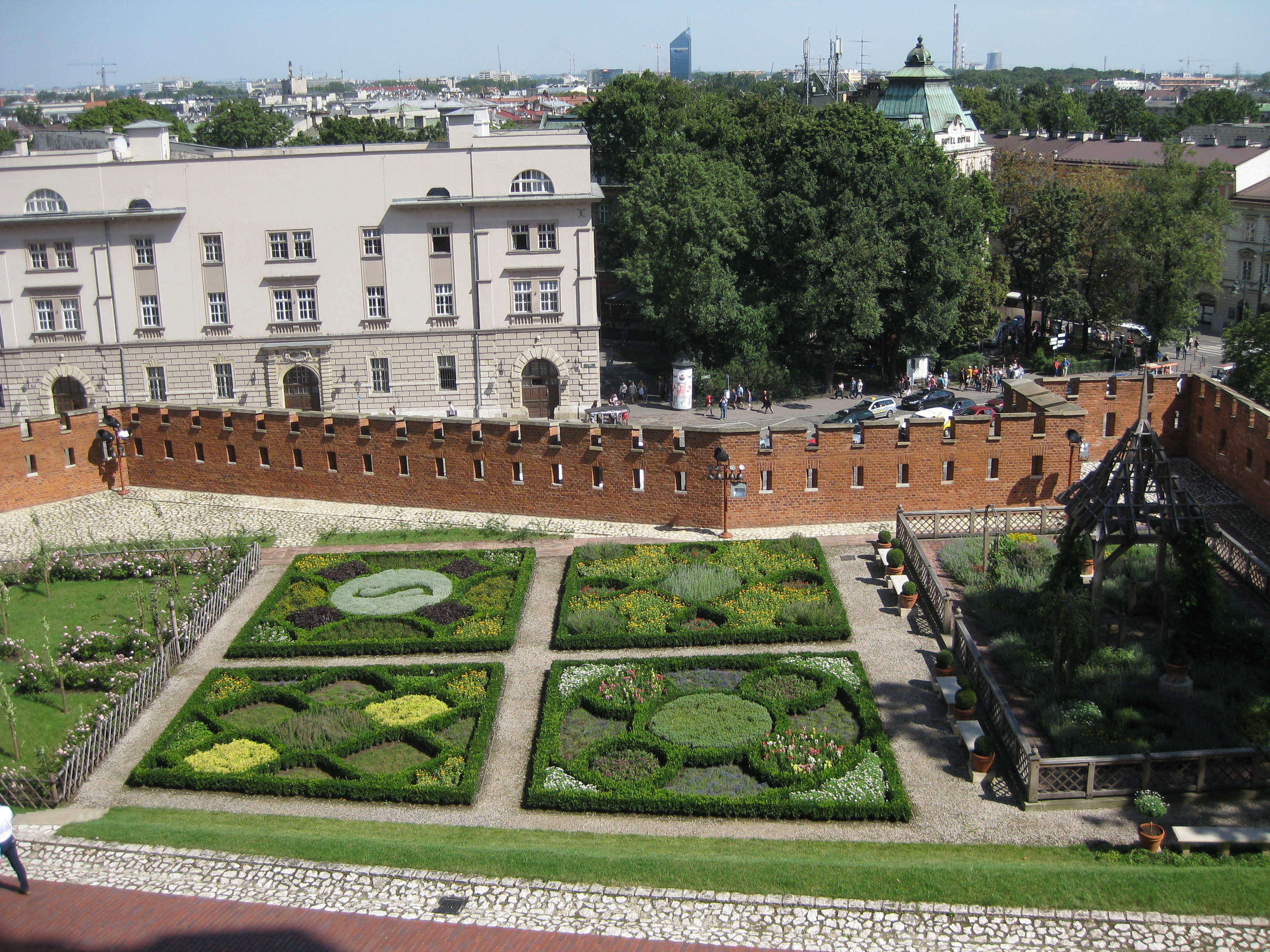
Taras dolny 2015
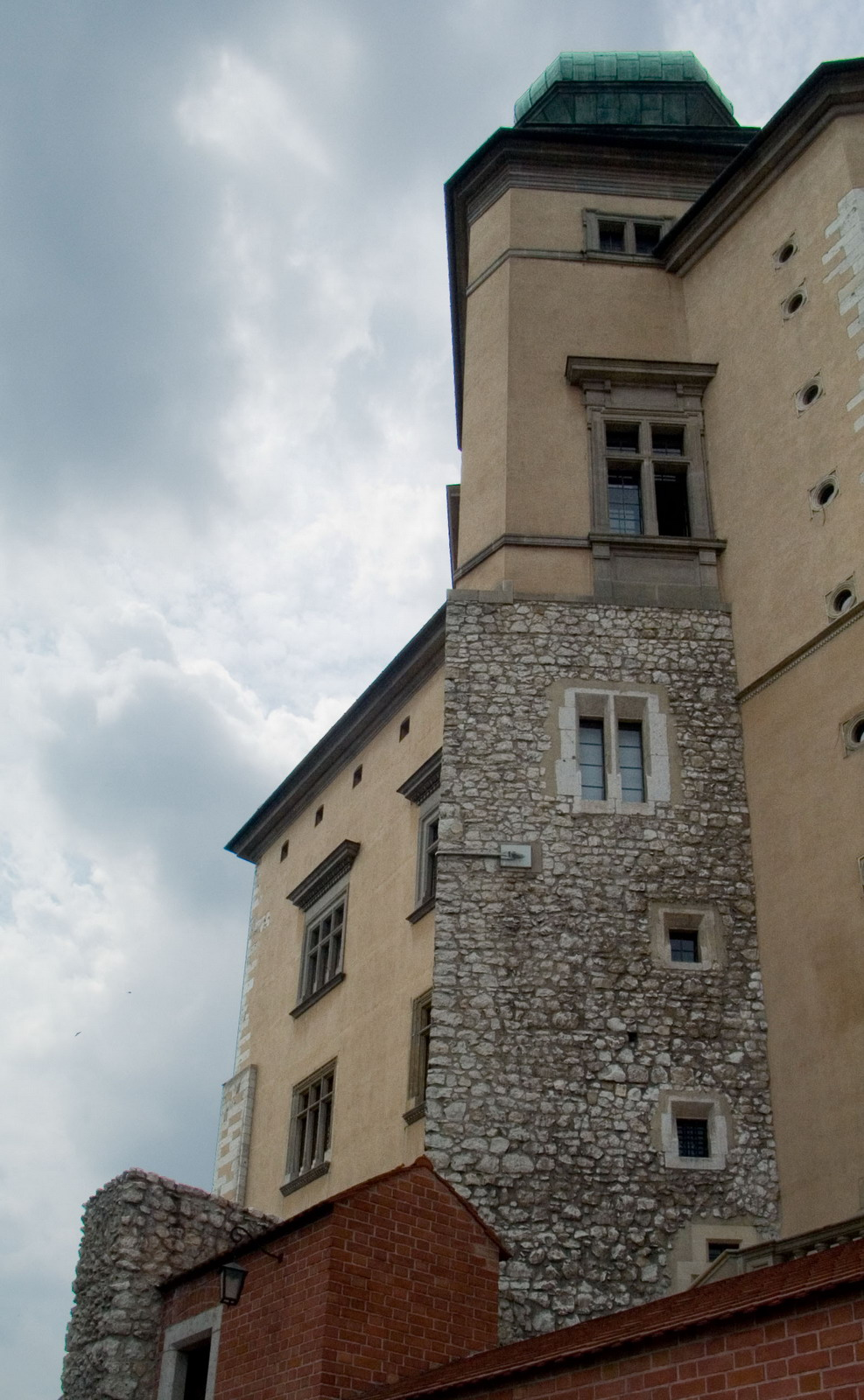
Widok na zamek
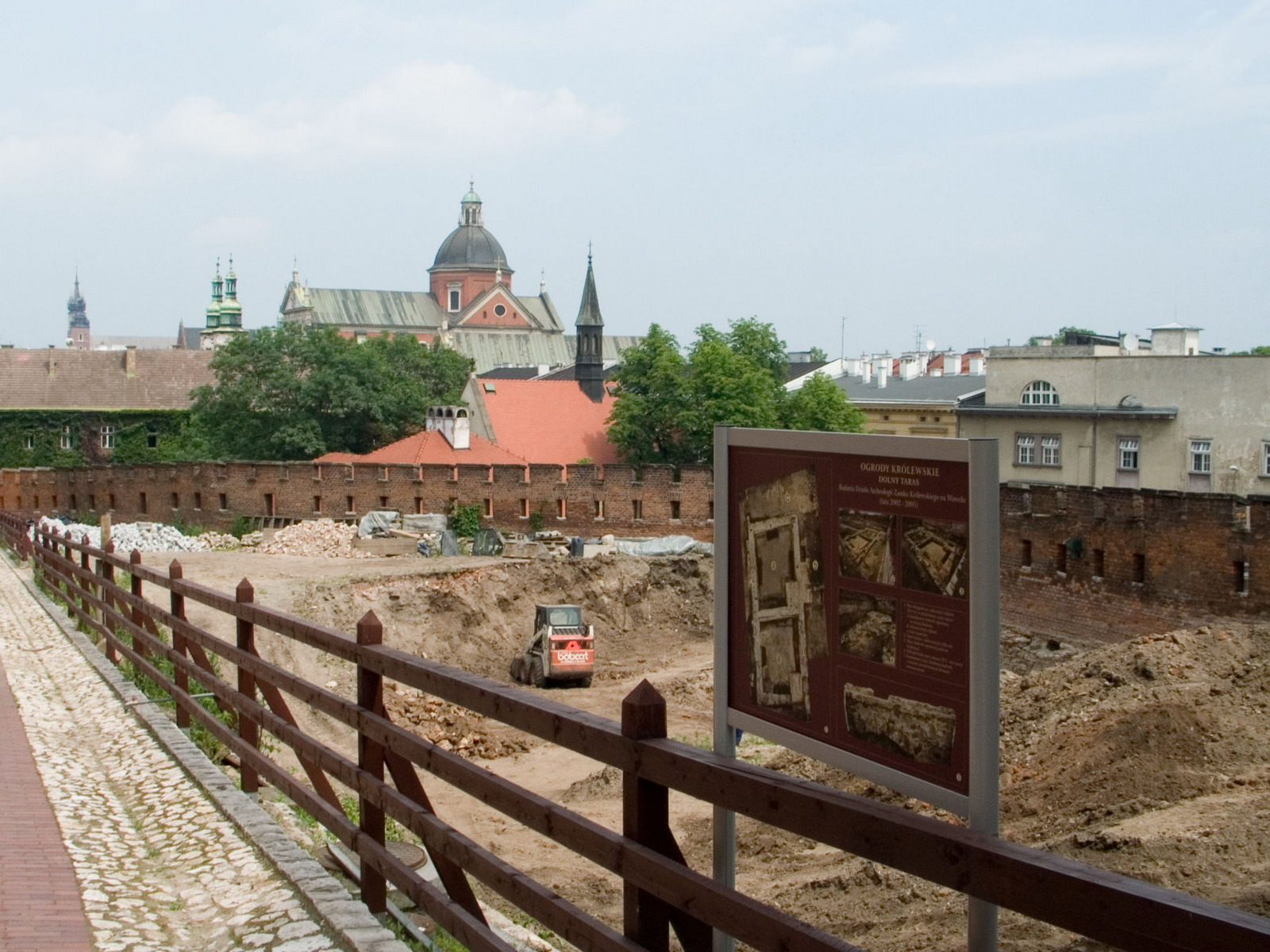
Prace archeologiczne na tarasie dolnym 2006